# Голена
Голена е връх в северния дял на Пирин планина. Висок е 2633 метра. Изграден е от гранит. Разположен е на рид, който се отклонява от Каменишкото странично било около местността Солището в посока югоизток.
На североизток от Голена е разположен циркусът Башмандра. В тази посока склоновете на върха са скалисти и труднопроходими.
На югозапад от Голена е разположен безимен циркус, в който тече Крайната (Голенска) река – един от притоците на река Пиринска Бистрица. Склоновете на върха към Крайната река са тревисти, плавни и заоблени.
Връхната част на Голена представлява обширно затревено плато с няколко масивни каменни струпвания. На северозапад билото преминава плавно към седловината Солището – остатък от денудационна повърхнина. На североизток е разположена втора седловина, която свързва Голена със съседните чуки на Куклите. В основата на тази седловина, източно от нея, е разположено пресъхващо езеро.
На югоизток ридът, на който е разположен Голена, се разклонява на две и се снижава бързо, като крайните му части са покрити с хвойна, клек и рядка иглолистна гора.
Голена е леснодостъпен връх. Удобни изходни точки за изкачването му са хижите Пирин и Беговица. Основната пътека за върха минава през седловината при местността Солището, но е възможно да се изкачи и по склоновете на рида откъм циркус Башмандра.